# Salda (affluente del Tagil)
La Salda (in russo Салда́?) è un fiume della Russia siberiana occidentale, affluente di destra del Tagil nel bacino dell'Ob'. Scorre nell'Oblast' di Sverdlovsk.
Il fiume ha origine sul versante orientale degli Urali centrali. Lungo il suo corso si trovano le città di Verchnjaja Salda e Nižnjaja Salda presso le quali sono stati creati gli omonimi bacini idrici. La foce del fiume si trova a 143 km dalla foce del Tagil. La lunghezza è di 122 km, il bacino idrografico è di 1770 km². Il fiume gela da fine ottobre - inizio novembre ad aprile